# 소방정 (계급)

소방정의 계급장

소방정(消防正, Fire Assistant Chief)은 소방공무원 중에서 350여명이 존재한다.
소방령의 위, 소방준감의 아래로, 중간급 간부에 속한다.
소방령에서 14년 안에 승진하지 못하거나, 본 계급에서 11년 안에 소방준감으로 승진하지 못하면 계급정년에 걸리게 되어 퇴직해야 한다.
공무원으로 치면 4급 서기관,, 경찰의 총경(경찰서장), 국군의 대령(연대급 여단장, 연대장)에 속하는 계급이다.

## 국가직 소방정 (2020년 4월 1일부터 국가직 일원화)
- 소방청의 소방정책국, 119구조구급국 산하 과장[4], 또는 담당
- 중앙119구조본부의 각 특수구조대장[5]
- 서울특별시, 경기도를 제외한 소방학교장[6]

- 각 시도 소방본부의 과장(서울, 경기, 부산 제외)
- 창원소방본부장[7]
- 각 소방서의 서장(수원, 고양, 용인, 성남소방서 제외)
- 각 시도 특수구조대장, 또는 특수대응단장(경상북도 제외).

## 계급정년
- 11년 안에 소방준감으로 승진하지 못하면 퇴직해야 한다.

## 같이 보기
- 소방관 계급